# 山口眞未子
山口 眞未子（やまぐち まみこ、1964年 - ）は、日本の実業家、カラーアナリストである。美容業界・経営者を中心に、カラー診断を行うこととしても知られ、株式会社フォーブルの代表取締役も努める。

## 来歴・人物

### 出生・幼少期
日本女子大学付属中等部・高等部を経て日本女子大学を卒業。学生時代から美容に関心を持ち、将来はメイクアップやカラーセラピー、ファッションの分野で活躍したいと希望。

### カラーアナリスト時代
日本各地の百貨店でのトークショーやパーソナルカラー診断を行い、担当した女性は30万人以上。26年以上の経験を積んでいる。
美容にとっては、ただ肌に乗せるだけでは効果はないと山口は著書で語っている。
化粧品の成分についての知識も大切だとのこと。

### 経営者時代
2007年、山口は独立し、株式会社フォーブルを設立するとともに、オリジナルコスメブランド・Pealy Dewを立ち上げた。イメージコンサルティングなどにも事業を広げた。

## 資格
- ファッションコーディネート色彩学能力（ATF）1級
- カラーコーディネーター検定1級
- アロマテラピー検定1級
- アンチエイジングアドバイザー
- メディカルダイエット・アドバイザー
- 毛髪診断士
- パーソナルヘアカラー診断士

## 所属学会
- 日本色彩学会
- 日本流行色協会
- 日本パーソナルカラー協会
- 日本アロマ環境協会
- 日本アンチエイジングメディカル協会
- 日本肥満予防健康協会
- 日本毛髪科学協会
- パーソナルヘアカラー協会

## 著書
- 『綺麗のおすそわけ』 2006年5月 アシェット婦人画報社刊[2]

## 参考リンク
- 公式webサイト
- スキンケア大学

| スタブアイコン | サブスタブ | この項目は、まだ閲覧者の調べものの参照としては役立たない、人物に関連した書きかけの項目です。この項目を加筆・訂正などしてくださる協力者を求めています（P:人物伝/PJ:人物伝）。 |